# Exocentrus validus
Exocentrus validus är en skalbaggsart som beskrevs av Holzschuh 1999. Exocentrus validus ingår i släktet Exocentrus och familjen långhorningar. Inga underarter finns listade i Catalogue of Life.